# Bremse (Schiff, 1941)
Die Bremse war ein Minensuchboot der deutschen Kriegsmarine und später Schulschiff der Bundesmarine.

## Dienstzeit

### Zweiter Weltkrieg
Die Bremse wurde am 21. April 1941 in Dienst gestellt. Zunächst fuhr das Boot unter der Bezeichnung V 5502 als Vorpostenboot der 55. Vorpostenflottille vor der norwegischen Küste. Danach wurde es in der 5. Flottille der Minenstreitkräfte als M 253 zur Sicherung der Nordsee und Südnorwegens eingesetzt. Es wurde Ende 1941 in die Ostsee beordert, um ein Minenfeld zwischen dem Fluss Memel und Südschweden zu verlegen und war dann bei der Eroberung von Libau und Windau beteiligt. Nach dem Durchbruch durch die Irbenstraße fielen die estnischen Inseln Dagö und Ösel in deutsche Hand. Hierbei beschoss das Schiff die Halbinsel Sworbe, die bitter umkämpft war. Ab 1942 wurde das Schiff in Norwegen vornehmlich als Geleitschutz am Nordkap eingesetzt.

### Nachkriegszeit
Nach dem Krieg fiel das Schiff an die Vereinigten Staaten und war im Deutschen Minenräumdienst der 5. Minensuchflottille der 4. Minenräumdivision Norwegen in Kristiansand zugeordnet.
Am 9. Oktober 1947 wurde das Schiff an Frankreich abgegeben und versah als Vimy bis zum 22. November 1956 seinen Dienst.
Als Hulk Q-77 wurde es an die Bundesmarine verkauft und als Geleitboot Bremse (Kennung: F 208) bis zum 5. Oktober 1963 eingesetzt. Am 24. August 1976 wurde es zum Abbruch an Jade-Stahl verkauft.